# Reiner Ackermann
Reiner Ackermann (* 4. Juni 1958) ist ein ehemaliger deutscher Fußballspieler.

## Sportlicher Werdegang
Ackermann entstammt der Jugend des VfR Pforzheim, für den nordbadischen Klub trat er auch in der viertklassigen Verbandsliga Baden Ende der 1970er Jahre im Erwachsenenbereich an. 1980 wechselte er als Abwehrspieler zum VfB Eppingen, der in die 2. Bundesliga aufgestiegen war. In der Spielzeit 1980/81, der einzigen Zweitligasaison des Vereins, bestritt er 23 Ligaspiele, in denen ihm vier Tore gelangen. Der Klub beendete die Saison auf dem 20. und letzten Tabellenplatz und stieg in die Oberliga Baden-Württemberg ab. Auch dort war er unter Trainer Heiner Ueberle Teil der Stammmannschaft. Am Ende der Oberliga-Spielzeit 1981/82 verpasste er mit der Mannschaft um Harry Griesbeck, Gerhard Schäfer, Volker Gebhard und Klaus Teichmann auch in der dritthöchsten Spielklasse den Klassenerhalt, daraufhin wechselte er zum Ligakonkurrenten SV 08 Kuppenheim. In der Oberliga-Spielzeit 1982/83 war er mittlerweile vornehmlich im Mittelfeld auflaufend mit 13 Saisontreffern vereinsintern bester Torschütze vor Klaus Beverungen. Im folgenden Jahr gelangen ihm noch drei Treffer in 31 Saisonspielen. Anschließend verabschiedete er sich vom SV 08 Kuppenheim in Richtung Verbandsliga, als er nach Pforzheim zurückkehrte und sich dem 1. FC Pforzheim anschloss. Mit dem Klub stieg er 1985 in die Oberliga auf, unter Trainer Karl Schöttle war er Stammspieler und traf in der ersten Oberligaspielzeit als zweitbester vereinsinterner Torschütze hinter Jürgen Pfirrmann mit elf Saisontreffern erneut zweistellig. Nachdem Bernd Hoffmann im Laufe der Oberliga-Spielzeit 1986/87 die Trainingsleitung übernommen hatte, rückte er zunehmend ins zweite Glied. Nach vier Jahren verließ er den deutschen Vizemeister von 1906 mit unbekanntem Ziel.
Hauptberuflich ist Ackermann nach seinem Karriereende im Kundendatenmanagement tätig. Parallel zu seiner beruflichen Tätigkeit blieb er dem Fußball als Trainer verbunden und arbeitete als Assistent im Amateurbereich.